# Dyrup
 For alternative betydninger, se Dyrup (flertydig). (Se også artikler, som begynder med Dyrup)
Dyrup A/S, undertiden også markedsført som Dyrup, er en dansk industrivirksomhed, der fremstiller maling og træbeskyttelse. Virksomheden blev grundlagt som S. Dyrup & Co A/S i 1928 af Sigurd Dyrup samt Axel Monberg og Ejnar Thorsen, som grundlagde Monberg & Thorsen, det senere MT Højgaard. Dyrup blev i 2012 købt af amerikanske PPG Industries og er i dag en del af verdens største coatingvirksomhed.[kilde mangler]
Dyrup har på flere fronter været pionerer indenfor den danske farvebranche. I 1930'erne fremstillede Dyrup en særlig rusthindrende maling til de dengang nye broer Lillebæltsbroen og Storstrømsbroen. Malingen blev kaldt "Stålhud", og i 1950'erne lanceredes den første plastikmaling på det danske marked. I 1990 gik Dyrup atter foran ved at lancere den første danske maling, som var helt fri for organiske opløsningsmidler. 1990'erne bød i øvrigt på en lang række opkøb i udlandet, bl.a. overtog Dyrup farve- og lakproducenter i Frankrig, Belgien og Spanien, mens industrimalingsdivisionen blev frasolgt i 1991. I 2001 blev det nuværende logo indført, og i 2004 modtog virksomheden Københavns Amts Miljøpris.
Virksomheden kendes også som producent af træbeskyttelse, der bl.a. markedsføres under navnene GORI og Bondex.
Dyrups skandinaviske kontor og fabrik er beliggende i Søborg. Hovedbygningen er på Gladsaxevej 300.